# Thannhausen (Niemcy)
Thannhausen – miasto w Niemczech, w kraju związkowym Bawaria, w rejencji Szwabia, w regionie Donau-Iller, w powiecie Günzburg, siedziba wspólnoty administracyjnej Thannhausen. Leży około 25 km na południowy wschód od Günzburga, nad rzeką Mindel, przy drodze B300.

## Demografia
| Rok  | Liczba mieszk. |
| 1970 | 4 667          |
| 1987 | 4 825          |
| 2000 | 6 252          |

## Polityka
Wójtem gminy jest Georg Schwarz, poprzednio urząd ten obejmował Johannes Schropp, rada gminy składa się z 20 osób.
|      | CSU | SPD | FWG | FW | Razem |
| 2008 | 8   | 4   | –   | 8  | 20    |
| 2002 | 8   | 6   | 6   | –  | 20    |